# بهجت سليمان
بهجت سليمان (7 أبريل 1949 - 25 فبراير 2021)؛ دبلوماسي ولواء سابق في الجيش العربي السوري سفير سابق للجمهورية العربية السورية في الأردن (2009 - مايو 2014).

## حياته
وُلد بهجت سليمان في مدينة اللاذقية، خريج الكلية الحربية بحمص بكالوريس علوم عسكرية دورة 1970/1968 وقائد سرية وكتيبة وفوج ولواء دبابات في التشكيلات القتالية في الجيش العربي السوري. شارك في حرب تشرين التحريرية ضد العدو الإسرائيلي عام 1973 كقائد سرية دبابات في القطاع الشمالي. حاصل على ماجستير قيادة وأركان من كلية القيادة والأركان السورية. شارك في مواجهة الاحتلال الإسرائيلي للبنان عام 1982 كقائد لواء دبابات. يحمل شهادة دكتوراه في الاقتصاد السياسي منذ عام 1982. تقلّد العديد من المناصب العسكرية والأمنية. رئيس سابق للأمن الداخلي بإدارة أمن الدولة في الجمهورية العربية السورية. قيادي في حزب البعث ولديه العديد من البحوث والمؤلفات عن الرئيس السوري السابق حافظ الأسد وإبنه المتوفي في حادث سيارة باسل الأسد وعن الوضع السياسي العربي. لديه مدونته الخاصة على موقع الفيسبوك والتي تنشر كل ما يقوم بكتابته والتصريح به وهي باسم «سيوف العقل مع بهجت سليمان».

## وفاته
توفي يوم 25 فبراير 2021 في العاصمة السورية دمشق متأثراً بمضاعفات فيروس كورونا.